# Рубинштейн, Александр Моисеевич
Александр Моисеевич Рубинштейн (2 мая 1904, Москва — 1993, там же) — советский физикохимик, доктор химических наук (1940), профессор (1940), лауреат премии им. Н. Д. Зелинского (1969).

## Биография
Родился 2 мая 1904 года в семье психолога, приват-доцента Московского университета М. М. Рубинштейна. Брат — писатель Виктор Важдаев.
Окончил химическое отделение физико-математического факультета МГУ (1927). Принят аспирантом на кафедру органической химии, которой руководил Н. Д. Зелинский. В 1931 г. совместно с А. А. Баландиным организовал при этой кафедре первую в мире учебную лабораторию по органическому катализу и соответствующую специальность.
С 1934 года, со дня его образования, работал в Институте органической химии АН СССР (старший научный сотрудник, в 1946—1948 годах , 1958—1967 годах заместитель директора, с 1954 заведующий лаборатории исследований структуры катализаторов, с 1986 года консультант).
Параллельно продолжал преподавать в МГУ.
Научные интересы — исследование структуры гетерогенных катализаторов, в частности взаимосвязи структуры катализатора с его каталитической активностью.
Совместно с сотрудниками разработал и внедрил катализаторы очистки аммиачного синтезназа от окиси и двуокиси углерода. Предложил новые методы модифицирования цеолитов.
Доктор химических наук (1940), профессор (1940). Его докторская диссертация была первым в СССР исследованием, посвященным установлению связи между структурой катализаторов и их активностью в органических реакциях.
В 1954 году организовал в ИОХ первую в СССР лабораторию исследования катализаторов, в которой проводились работы по комплексному изучению структуры и физических свойств гетерогенных систем, разрабатывались новые катализаторы в сотрудничестве со специалистами отраслевых институтов.
Лауреат премии. им. Д. И. Менделеева АН СССР (1952) — за цикл работ по комплексному исследованию структуры катализаторов, и премии имени Н. Д. Зелинского (1969, вместе со своим учеником В. И. Якерсоном) — за работы в области изучения механизма каталитической кетонизации карбоновых кислот и разработки практически пригодных методов синтеза труднодоступных кетонов.
Автор книги об институте:
- Институт органической химии имени Н. Д. Зелинского [Текст] : ист. очерк / А. М. Рубинштейн ; Рос. акад. наук. Ин-т орган. химии им. Н. Д. Зелинского. — М. : Наука, 1995. — 349 с., [8] л. ил : ил. — Библиогр.: с. 325—332. — Имен. указ.: с. 337—343. — ISBN 5-02-001664-0 :

## Семья
- Двоюродная сестра и её муж — библиограф и краевед, заведующая отделом редкой книги научной библиотеки Иркутского университета Анна Гдальевна Боннер (1902—1975)[1] и доктор экономических наук, профессор Московского института народного хозяйства имени Г. В. Плеханова Лев Матвеевич Мордухович (1902—1989).
- Дочь другой двоюродной сестры — правозащитница Елена Георгиевна Боннэр[2].